# Isabelle Gatti de Gamond
Pour les articles homonymes, voir Gatti et Gamond.
Isabelle Gatti de Gamond, née à Paris le 28 juillet 1839 et morte à Uccle le 11 octobre 1905, est une féministe belge, spécialiste de l'éducation.

## Biographie

### Jeunesse
Fille de Zoé de Gamond, pédagogue, féministe et fouriériste et de Jean-Baptiste Gatti, artiste peintre et républicain italien, Isabelle naît à Paris le 28 juillet 1839,
La famille s'installe à Bruxelles. En 1847, sa mère est nommée inspectrice d'écoles primaires pour filles et écoles normales d'institutrices. De santé fragile, Zoé de Gamond meurt en 1854. La famille a peu de moyens. Dès lors, vers dix-sept ans, Isabelle part travailler pour cinq ans comme préceptrice de deux jeunes filles dans une riche famille patricienne en Pologne. Durant ses temps libres, et profitant de la riche bibliothèque, elle complète sa formation en étudiant le grec, le latin, la philosophie et les sciences.
Vers 1861, elle rentre à Bruxelles et entreprend de suivre les cours publics organisés par la Ville de Bruxelles, où elle retrouve comme professeur Henri Bergé, un ami de la famille. Elle se lie également avec Marie Errera.

### Engagement féministe
En 1862, Isabelle lance la revue L'éducation de la femme, où elle affirme la nécessité d'un enseignement féminin plus poussé. Deux ans plus tard, ses idées vont prendre corps. Grâce à l'entregent d'Henri Bergé, elle obtient l'aide de la Ville de Bruxelles pour créer son école. C'est ainsi qu'en octobre 1864, le premier Cours d'Éducation pour jeunes filles s'ouvre sous son égide rue du Marais à Bruxelles, administrant aux jeunes filles une formation scientifique solide délivrée de toute emprise cléricale,. Il s'agit de la première véritable école communale laïque d'enseignement moyen pour filles de Belgique. L'école accueille des écolières qui deviendront des personnalités, telles la première femme à entrer à l'université en Belgique ou Paule Lamy, la première Belge ayant prêté serment comme avocate, ou encore Marie Janson, première femme belge élue sénatrice,.
Si l'école répond aux vœux de la bourgeoisie libérale, elle provoque l'ire de l'opinion catholique. La presse conservatrice déclenche une violente campagne contre Isabelle Gatti de Gamond qui va durer plusieurs années, certains journaux allant même jusqu'à se livrer à des insinuations malveillantes sur sa vie privée et à la surnommer « la fille Gatti ».
Malgré cette opposition pugnace, son ouvrage Cours d'Éducation pour jeunes filles connaît un franc succès. L'école s'étend, de nouvelles implantations voient le jour. Isabelle Gatti de Gamond y développe une pédagogie novatrice, rédigeant ses manuels scolaires et formant elle-même son équipe d'institutrices dont Marie Popelin, Augustine De Rothmaler et Henriette Dachsbeck. En 1880, elle crée une section de régentes avec Charles Buls et en 1891, elle installe une section pré-universitaire.
L'âge de la retraite venu, elle quitte la direction de l'école en 1899. Si, comme directrice, elle s'est imposée un certain devoir de réserve, elle affiche dès lors ses convictions féministes, rationalistes et politiques, rejoignant notamment les rangs du Parti ouvrier belge (POB). Elle y œuvre pour la justice et l'émancipation, affirmant que « le socialisme est en même temps le féminisme ». Elle collabore régulièrement avec les Cahiers féministes, Le Peuple, le Journal de Charleroi et Le Conscrit, un journal antimilitariste. Secrétaire de la Fédération nationale des femmes socialistes, elle milite pour les droits politiques des femmes, exigeant le suffrage universel. Espoir cependant déçu lorsque le conseil général du Parti ouvrier belge suspend le mouvement pour le suffrage féminin en 1901, sous prétexte qu'il favoriserait les cléricaux.
Membre du Comité de la fédération nationale des libres penseurs, elle participe aux travaux de la Libre Pensée et se rend notamment au congrès international de la Libre pensée à Madrid en 1892. Elle fait partie du comité de surveillance de l'Orphelinat rationaliste dès sa fondation en 1893. En 1900, elle en devient directrice, fonction qu'elle assume jusqu’à sa mort. C’est sous sa direction qu'est créée la première école primaire mixte, annexée à l’orphelinat, et construite l’annexe de la rue Marconi, à l’époque rue Verte. 
Dans un texte de 1903, elle décrit les méthodes éducatives mises en œuvre à l'Orphelinat : « Que sera l’Orphelinat laïque ? L’ancien système éducatif avait pour formule : la religion et le prêtre ; le nouveau aura pour devise : l’hygiène et le médecin. [...] Quand la vieille pédagogie parle de répression et de punition, la nouvelle parle d’attention vigilante et de soins physiques ». Les principaux traits de ces nouveaux établissements ont été ébauchés à Cempuis, et reproduits à Forest-Bruxelles[réf. nécessaire].
En janvier 1905, Isabelle Gatti de Gamond apporte sa contribution au mouvement des Universités populaires (UP) en inaugurant devant plus de 150 personnes l’amicale de jeunes filles à l’UP de Marcinelle, avec une causerie sur la jeune fille.

### Franc-maçonnerie et fin de vie
Vers 1903, elle est initiée dans la loge maçonnique « Diderot » de la Grande Loge symbolique écossaise mixte et maintenue  (GLSE II), à Paris. C'est la première femme belge franc-maçonne,.
Elle meurt le 11 octobre 1905 à Uccle, des suites d'une opération chirurgicale. Ses funérailles sont l'occasion d'un imposant rassemblement et c'est « la citoyenne Lepelletier - Madeleine Pelletier -, ayant ceint le cordon bleu bordé de rouge et orné des insignes maçonniques » qui prononce l'éloge maçonnique au nom de la loge « Diderot ». Elle est enterrée au cimetière du Dieweg à Uccle, où sa sépulture est toujours visible. Par testament, elle lègue sa fortune à trois organismes : l'Orphelinat rationaliste, le Cours d'infirmiers et d'infirmières rationalistes créé par César De Paepe et la Libre Pensée.
Jules Destrée rend hommage à son soutien « sans ménagement aux universités populaires, aux amicales, aux œuvres d’instruction et d’éducation populaire ». Isabelle Gatti de Gamond a ainsi contribué à former des femmes instruites qui se mettent au service de l’éducation populaire.

## Hommages
- En 2005, les téléspectateurs de la télévision belge de langue néerlandaise, la VRT, la classent à la 55e place de son émission De Grootste Belg (littéralement : « Le plus grand Belge »).
- La RTBF, ceux de la chaîne de télévision francophone belge l'ont classée à la 88e place de l'émission Le plus grand Belge.
- À Bruxelles, une école porte son nom : l'Athénée royal Isabelle Gatti de Gamond. Il s'agit de l'école qu'elle a fondée en 1864 — la physionomie de celle-ci n'est plus la même qu'à l'époque — rebaptisée en son honneur[7].
- À Uccle, Pont-à-Celles et Charleroi, une rue porte son nom.
- Le 28 juillet 2023, le Google Doodle rend hommage à Isabelle Gatti de Gamond[16].

## Publications
- L'enseignement de la grammaire mis en harmonie avec les méthodes nouvelles, Bruxelles : Henri Manceaux, 1868.
- Historiettes imitées de l'anglais et de l'allemand, Bruxelles : Lebègue, 1869.
- Cours d'éducation et d'instruction pour les jeunes filles. Année préparatoire, Paris : A. Ghio, s.d.
- L'instruction supérieure de la femme. Une expérience sociologique en Angleterre, Bruxelles : H. Lamertin, 1891.
- Projet d'un enseignement supérieur spécial pour les femmes, Bruxelles : H. Lamertin, 1893.
- Éducation-Féminisme, édité par les soins d'Hector Denis et d'Eugène Hins, Paris-Bruxelles : V. Girard et E. Brière & Henri Lamertin, 1907.
- Question sociale, morale et philosophie, édité par les soins d'Hector Denis et d'Eugène Hins, Paris : V. Girard ; Bruxelles : Henri Lamertin, 1907.

#### Articles
- Catherine Jacques, « Le féminisme en Belgique de la fin du 19e siècle aux années 1970 », Courrier hebdomadaire du CRISP, nos 2012-2013,‎ 2009, p. 5 à 54 (DOI 10.3917/cris.2012.0005, lire en ligne).
- Kaat Wils, « Science, an Ally of Feminism ? Isabelle Gatti de Gamond on Women and Science », Persée, Revue belge de philologie et d'histoire,‎ 1999 (lire en ligne).